# News Chronicle Tournament
Het News Chronicle Tournament was een golftoernooi in Engeland. Het toernooi werd gespeeld in Brighton.
Het prijzengeld was aanvankelijk £ 1.000, maar steeg in na de oorlog naar £1.500. Hiervan kreeg de winnaar £ 350. Vóór de oorlog werd het toernooi gespeeld op de East Brighton Golf Club, na de oorlog op de openbare golfbaan in Hollingbury Park.

## Geschiedenis
In 1946 vestigde Reg Whitcombe een baanrecord van 66 (-7).
In 1949 won Dick Burton met twaalf slagen voorsprong op Jimmy Adams. De laatste dag werden twee rondes van 18 holes gespeeld. 's Ochtends had Burton een nieuw baanrecord gevestigd, 's middags maakte Jimmy Adams ook een ronde van 64. Burtons totaalscore was niet alleen het toernooirecord maar ook het Britse record van een 72-holes toernooi.

## Winnaars
- 1936:  Don Curtis
- 1937:  Ernest Whitcombe
- 1938:  Reg Whitcombe
- 1939:  Alf Padgham
- 1945:  Henry Cotton
- 1946:  Norman Von Nida
- 1947:  Dai Rees
- 1948:  Reg Horne en Allan Dailey
- 1949:  Dick Burton
- 1950:  Dai Rees
- 1951:  Ken Bousfield